# رابرت اسمیت (سیاست‌مدار)
رابرت اسمیت (انگلیسی: Robert Smith; ۳ نوامبر ۱۷۵۷ – ۲۶ نوامبر ۱۸۴۲) سیاست‌مدار اهل ایالات متحده آمریکا بود.